# Geoinformática
Geoinformática é a ciência e a tecnologia que desenvolve e usa a infraestrutura da ciência da informação para abordar problemas das áreas da geografia, geociências e tópicos diversos e relacionados do âmbito da engenharia.
A geoinformática é descrita como a "ciência e tecnologia que lida com a estrutura e carácter da informação espacial, a sua recolha, classificação e qualificação, o seu armazenamento, processamento, exibição e disseminação, incluindo a infraestrutura necessária para assegurar o uso desta informação" ou "a arte, ciência ou tecnologia que lida com a aquisição, armazenamento, produção, processamento, apresentação e disseminação da informação geográfica".
Geomática é um termo também usado que engloba a geoinformática, mas a geomática lida mais com as áreas da topografia e sistemas de informação geográfica. A geoinformática tem o seu núcleo nas tecnologias que apoiam os processos de aquisição, análise e visualização de dados espaciais. Tanto a geomática como a geoinformática incluem e assentam fortemente na teoria e implicações práticas de ciências como a geodesia e a cartografia.
A geografia e ciências da Terra cada vez mais dependem do processamento de informação espacial na forma digital, muita da qual adquirida por via de imagens de deteção remota analisadas em sistemas de informação geográfica (SIG/GIS) e visualizadas quer em papel quer nos ecrãs dos computadores.
A geoinformática combina a análise e modelação geoespacial, o desenvolvimento de bases de dados geoespaciais, o desenho de sistemas de informação, a interação humano-computador e as tecnologias de comunicação.
Ramos ou áreas associadas são, por exemplpo:

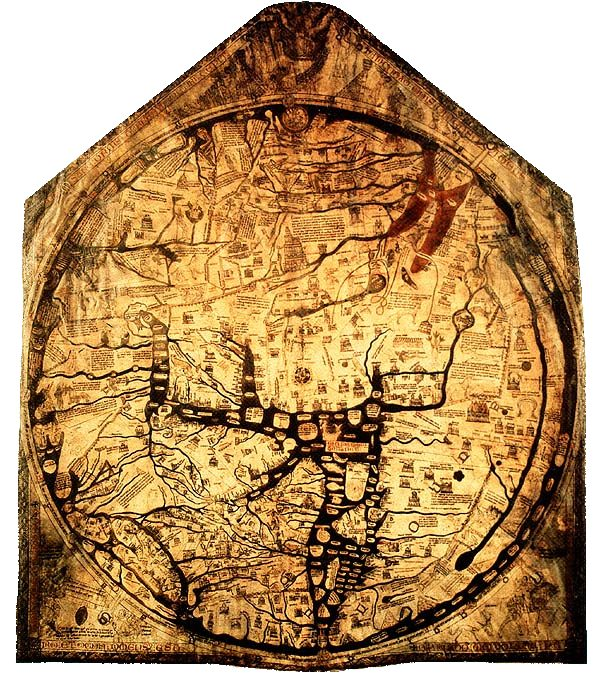
Cartografia
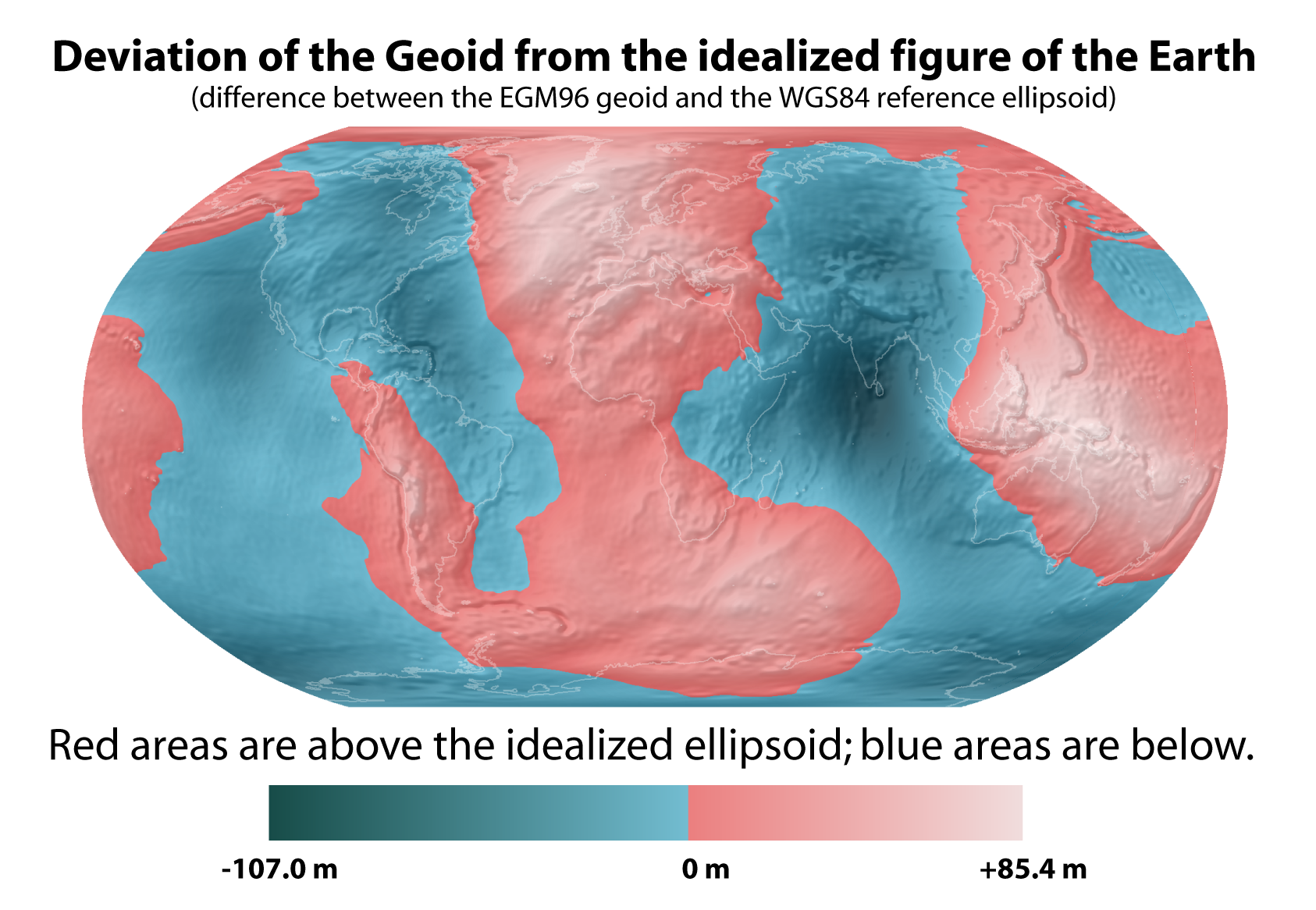
Geodesia
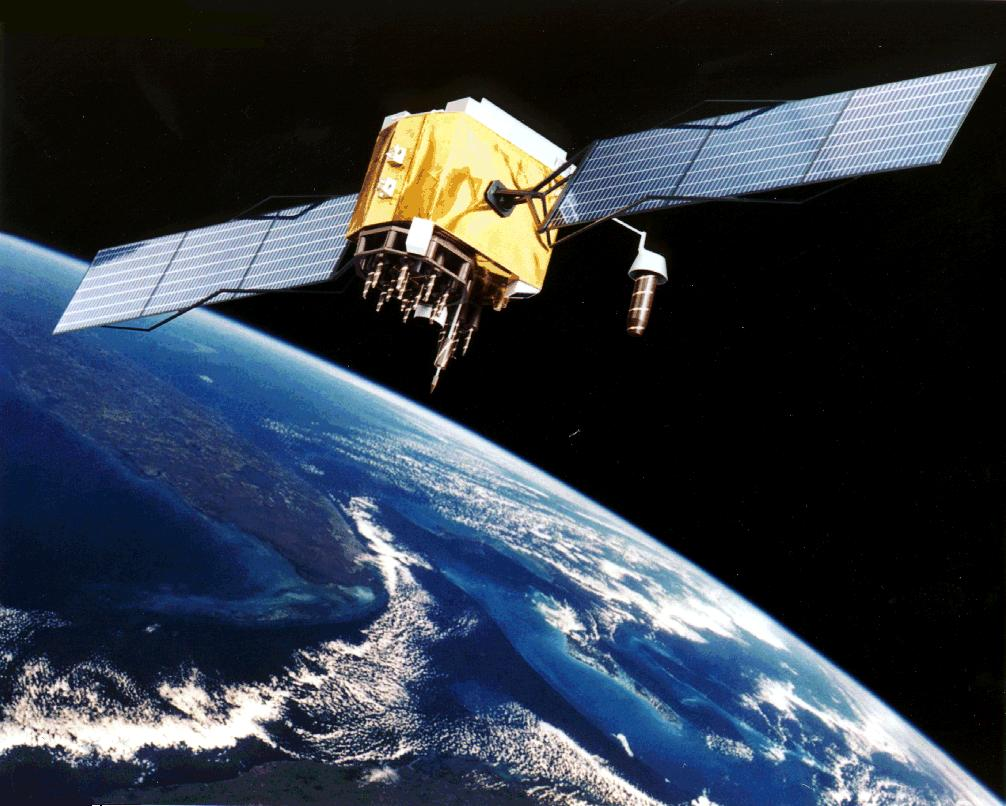
Sistemas globais de navegação por satélite
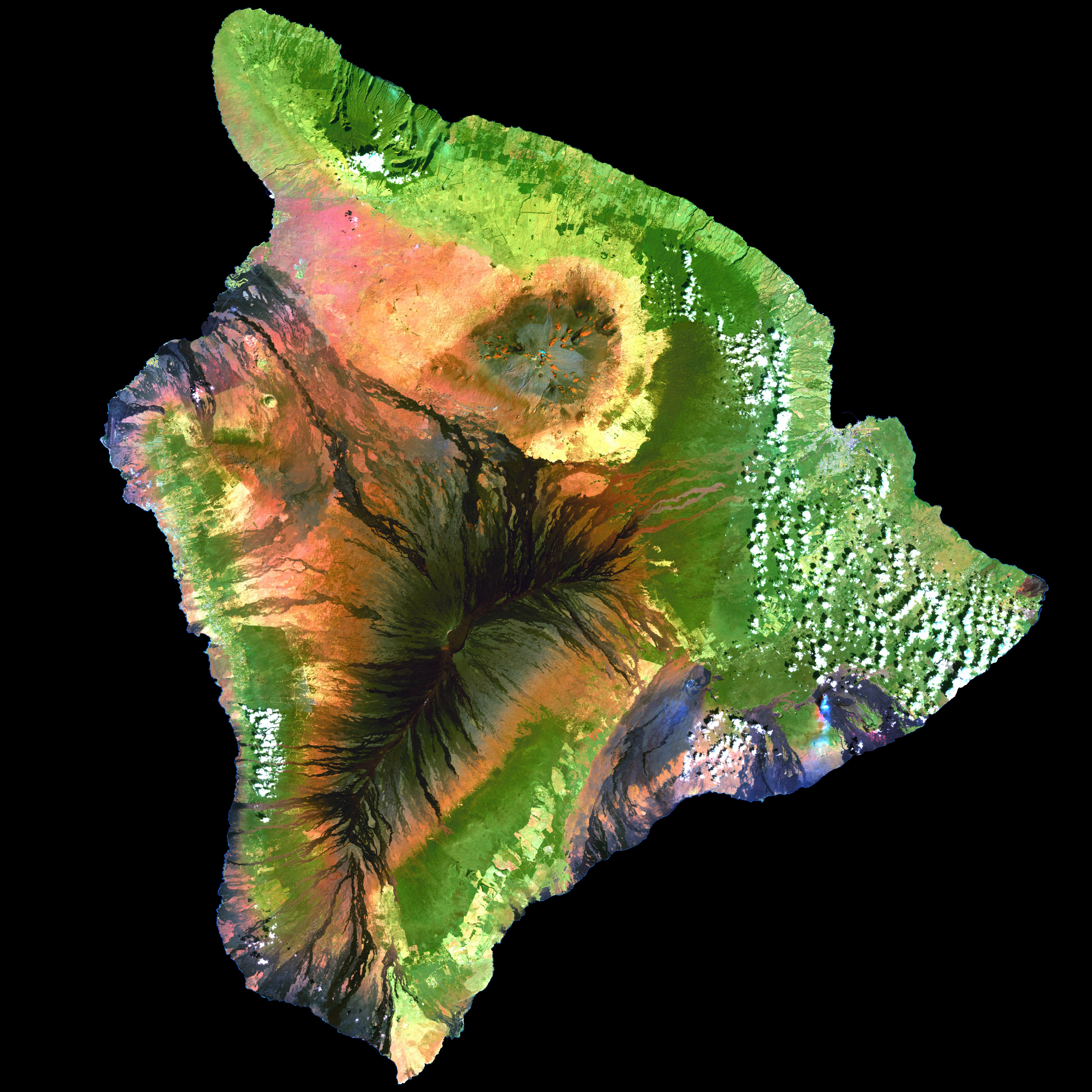
Deteção remota
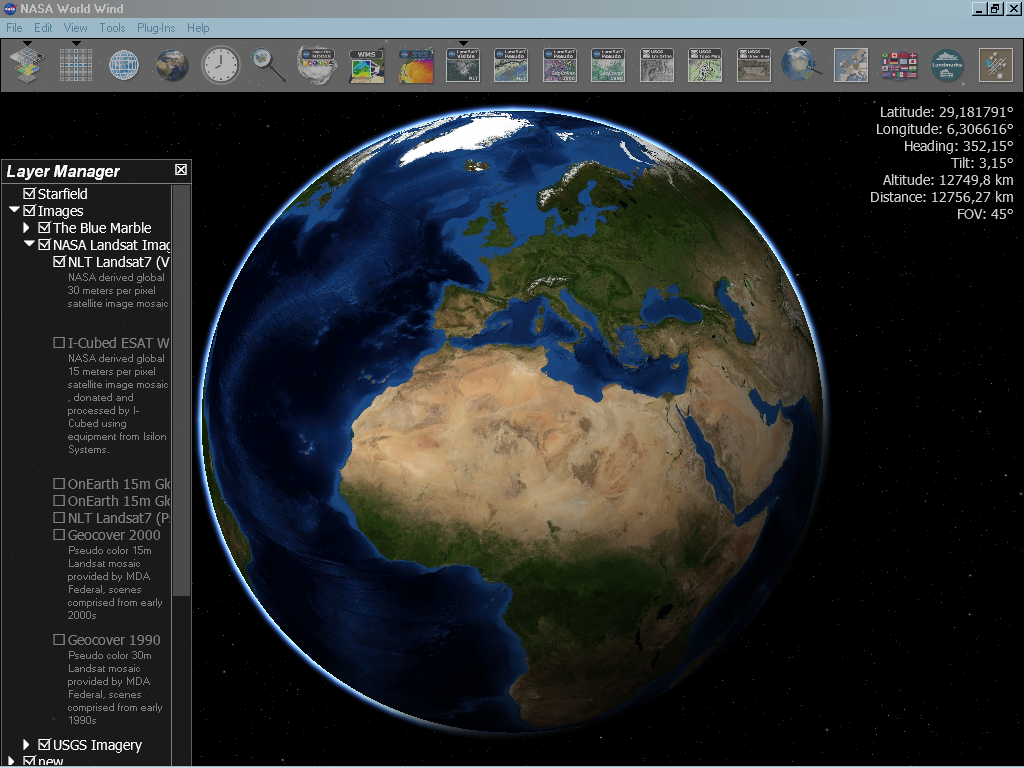
Web mapping

## Aplicações
Muitos campos utilizam a geoinformática, incluindo o planeamento urbano e gestão do uso do solo, sistemas de navegação, globos virtuais, gestão e planeamento de serviços público, modelação e análise ambiental, planeamento e gestão de redes de transportes, agricultura, meteorologia e alterações climáticas, telecomunicações, oceanografia e modelação atmosférica, gestão de recursos naturais, marketing, arquitetura, gestão de construções e edifícios, criminologia, sociologia, etc.
A importância da dimensão espacial no acesso, monitorização e modelação surge nestes e outros domínios e é universalmente reconhecida. Assim, a geoinformática torna-se importante para apoiar a decisão em múltiplas disciplinas e setores de atividade..